# Zuse 2
Pour les articles homonymes, voir Z2.

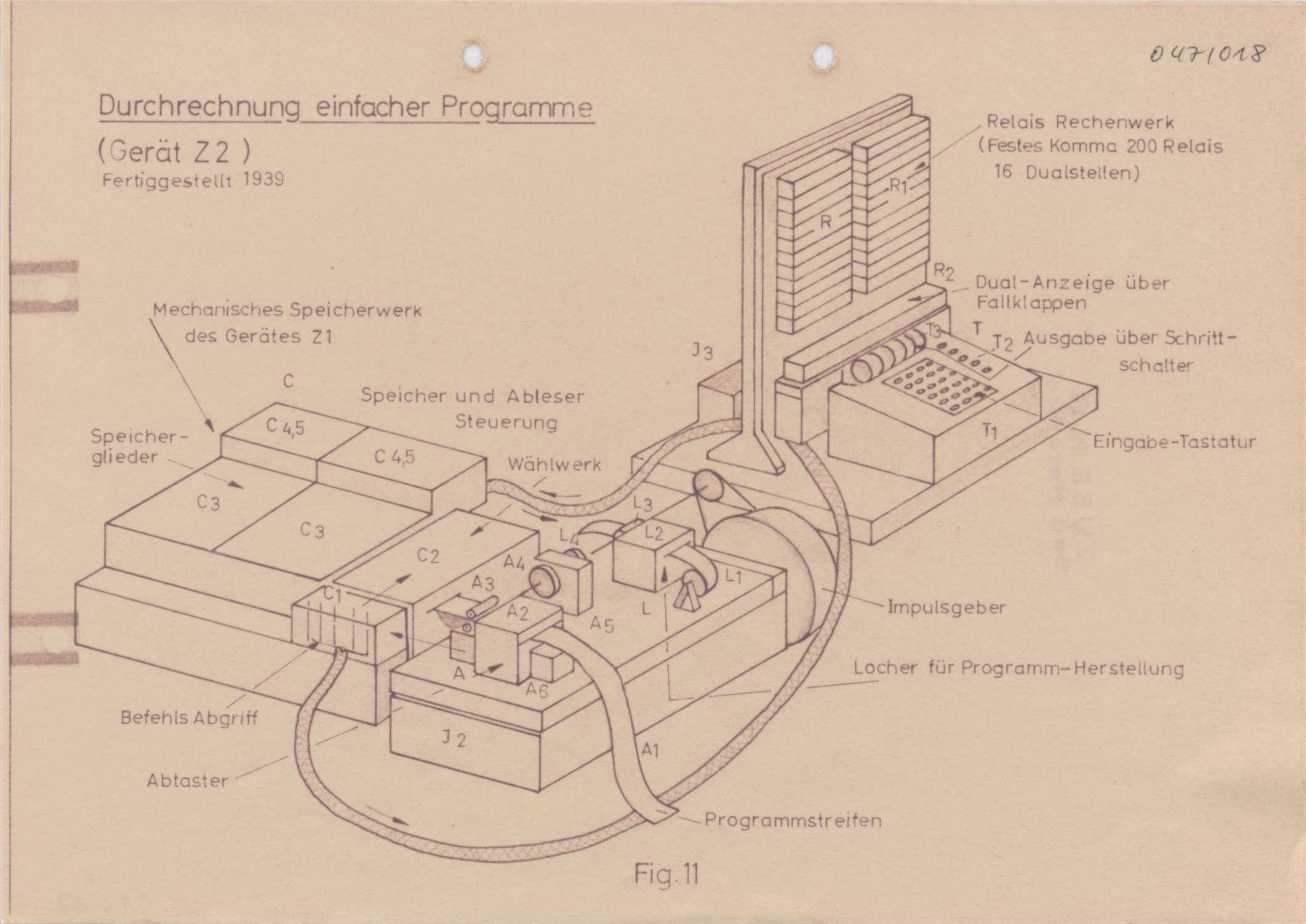
Schéma du Zuse Z2

Le Z2 était un ordinateur créé par Konrad Zuse en 1939. Il a été conçu en utilisant à la fois des principes mécanique et de relais électriques. C'était une amélioration sur le Z1, en utilisant les mêmes mémoires mécaniques mais en remplaçant l'arithmétique et la logique de commande par les circuits de relais électriques.